# 渋川氏
渋川氏（しぶかわし）は、日本の氏族（武士）。清和源氏義国流で足利氏の一門。室町時代に肥前、備前、備中、安芸、豊前、摂津などの守護職に任ぜられ、また九州探題職を世襲した。
足利将軍家御一家の家格を有した他、一族は九州、関東、中国など各地に点在した。
ただし、江戸時代の幕府天文方または囲碁棋士（碁所）として著名な渋川氏（安井氏）は河内の畠山氏の系統であり、上記の義顕の系統の渋川氏とは別流である。河内国渋川郡（または播磨国安井郷）を由来とし、江戸時代に安井算哲が棋士として召し抱えられ、その子の渋川春海が江戸幕府天文方として別家を起こし、以降両家ともに存続した。

## 概要
上野国渋川郷（現・群馬県渋川市）には、もともと渋川氏と称する一族が平安時代末期から領主として存在したが、和田合戦で没落して欠所となっていた。
鎌倉幕府の有力御家人足利泰氏には、初め正室として北条（名越）朝時の娘があり、その間に家氏と兼氏が生まれたが、後に泰氏はこれに替えて北条得宗家の時氏の娘を正室に迎え、その間に生まれた利氏（のち頼氏）を嫡子としたため、長子の家氏は陸奥国斯波郡（紫波郡）を領して別家を立て、その子孫は室町幕府の有力守護大名斯波氏となった。次子の兼氏は、欠所となっていた上野国渋川郷を領し、新たに源姓渋川氏を興して義顕と改名した。家氏も義顕もともに北条時氏の子阿蘇為時（執権北条時頼の弟）の娘を正室に迎えている。
このように渋川氏は斯波氏とともに足利氏嫡流から外れたとはいえ、これに準じる血筋で御家人として別家をなしたため、足利一門諸家の中でも高い家格を有した。
ただし、義顕の子である渋川義春は文永9年（1272年）に佐渡国に流されている。翌年には許されたものの、この背景には二月騒動との関係が指摘されている。
義春の孫である渋川義季は、妹が足利直義の正室であり、尊氏・直義兄弟の六波羅探題攻略に従う。建武の新政下で鎌倉将軍府が設けられると直義に属してこれに出仕し、将軍府の重臣となった。建武2年（1335年）7月北条時行が反建武政権の兵を挙げ鎌倉に進撃する（中先代の乱）と、義季はこれを討つべく出陣したものの敗れ、22歳で自害した。
室町幕府2代将軍足利義詮の正室渋川幸子は義季の娘で、その弟直頼は高師直の娘婿であったこともあり、観応の擾乱では義詮を助け、備後国御調郡に所領を得た。直頼の子義行（母は高師直の娘）は備後守護に任命され、さらに南朝方の盛んな九州を平定するべく九州探題に抜擢されたが、その勢いの前になすすべなく、ついに九州へ上陸することなく探題職を更迭された。義行の後の渋川氏は、満頼系と満行系の二流に分かれる。

## 御一家渋川氏（満頼系）
義行の子満頼は、九州の南朝方を平定した今川了俊の後任として九州探題に任命されている。満頼は博多と分国の肥前の綾部城を拠点に、筑前守護少弐氏、肥前千葉氏、肥後菊池氏を服属させるのが課題であったが、たびたび綾部城を追われて博多に逃げている。その子義俊の時に少弐満貞と戦って敗退して以降、渋川氏は衰退する。このころ北部九州においては、振るわない渋川氏に代わって九州の幕府領代官を務める大内氏が少弐氏を駆逐して勢力を広げていた。義俊は筑後に引退したとされるが、子の義鏡は探題職を譲られず、畿内に戻った。
九州を離れた義鏡の系統は、帰京すると吉良氏・石橋氏とともに将軍家身内の高家（御一家）として重く遇せられた。義鏡は8代将軍足利義政の信任を受け、享徳の乱を鎮めるため関東に派遣され、新たに鎌倉公方に任じられた足利政知（義政の弟）を奉じて鎌倉を目指したが、政情不安のため政知の鎌倉入りには失敗し、伊豆に留まらざるをえなかった（堀越公方）。義鏡は自身の子である義廉を三管領筆頭の斯波氏の養子に送りこみ（斯波義廉）、その軍事力を動員することが可能となった。こうして幕府から正式に認められた鎌倉公方（堀越公方）の執事にして三管領筆頭家当主の実父となった義鏡は相当の権勢を誇ったが、後にこれに反発する扇谷上杉家との抗争に敗れ失脚する。また、義鏡の長期の転戦は渋川氏の京都での影響力を減退させ、永正年間を最後に京都から渋川氏は姿を消すことになる。
義鏡の失脚後は子（養子とも）の渋川義尭が継ぎ、武蔵国蕨郷（現在の埼玉県蕨市周辺か）の蕨城を拠点として、関東の諸勢力と対抗した。後に蕨渋川氏は、扇谷上杉家を下した後北条氏の傘下におさまることになる。義尭の子渋川義基は後北条氏麾下の蕨城主として活躍したが、国府台合戦で里見氏に討たれて滅亡、蕨渋川氏の一族郎党は四散し、その多くが帰農したとされる。ところが、その里見氏の文書に正木憲時が反乱を起こした際に安房国岡本城にいた「渋川相模守」が憲時の誘いで離反したとする記述があり、反対に後北条氏の文書には本来であれば同族の吉良氏と同様の待遇・格式が見込まれる筈の渋川氏に関する記述がないことから、後北条氏に蕨城を奪われた後、同氏に従わずに里見氏を頼ったとする説も出されている。また、義行の子である渋川義長（満持）の系統も義鏡よりも先だって関東に下った形跡がみられ、後世の関東には複数の系統の渋川氏が存在したと考えられている。
また、義俊の弟渋川氏重は九州探題職在任中の兄を援け、子孫は肥前国に残り加々良氏と名を変えて戦国大名龍造寺氏や木村氏らに仕えた。

## 九州探題渋川氏（満行系）
義行の子の一人である満行は備後国御調郡に館をかまえたので御調殿とよばれた。
満行の嫡男満直は従弟の渋川義俊から九州探題職を継承し、以降は満直の系統が九州探題職及び肥前守護職を世襲する。歴代探題の宿命として、満直も九州北部（筑前・肥前）の覇権をめぐり伝統的勢力である少弐氏との闘争に明け暮れることとなった、満直はその抗争の果てに戦死する。
満直の後は教直が九州探題職に就任する。教直は肥前の諸勢力を平定し長期の安定期が続いた。
教直には政實、万寿丸、尹繁などの子がいたが、少弐氏らとの長期にわたる抗争で疲弊し弱体化。後に中国地方の大内氏の勢力が九州におよぶようになると九州探題は名ばかりの存在となり、渋川氏は肥前東北部における一地方勢力のようになった。
その後も大内氏の元で少弐氏と戦い続けたが、やがて少弐氏と通じるようになり1534年（天文3年）に渋川義長（渋川稙直）が大内氏に攻められ自害。
義長の後に一族の渋川尭顕が九州探題を称して大内氏に抵抗したとされるが、まもなく筑前国早良郡姪浜で戦死（『筑前国続風土記』）した。晴繁は大友義鑑の娘婿となり大友氏によって渋川家督として擁立され、渋川義基が大内氏によって九州探題として擁立され続けたが、1555年（天文24年）に最後まで残っていた探題領である姪浜が大内氏に接収され、これをもって九州探題渋川氏は終焉した。義長の嫡孫渋川昭直（父は晴繁）は母方の大友氏の庇護のもと肥前から筑前に移り小領主として存続した（『筑前渋川家家譜』）。

## 備後渋川氏
その一方で渋川一族の渋川義陸は、所領の残る備後国御調郡に本拠を遷し、続く渋川義正、渋川義満は中国地方の覇者となった毛利家のもと客将として遇された。
毛利氏は「いまたんだい（今探題）」と呼んでおり（「毛利輝元書状写」）、谷口雄太は、九州探題を想起させる呼び方だとしている。
義満後について、『芸藩通志』では、「その子・新右衛門より里民」になったという。
この一族はかつては九州探題渋川氏の庶流と言われてきたが、今日では、御一家渋川氏の庶流が、中国地方にも影響を有していた九州探題家の庶流を称したとする見方が有力になっている。この場合、御一家渋川家の後身が蕨殿および御調殿となる。

## その他
渋川氏の所領は九州・中国・関東だけではなく、各地に存在したため、その一族も広く点在した。江戸幕府の老中・京都所司代などを務めた板倉氏は、渋川義鏡の子孫で三河に流れた板倉頼重が祖と称する。
他に戦国期に活躍した渋川氏の流れをくむとみられる人物としては、下野の小俣城を拠点とした渋川義勝がいる。また、陸奥の会津地方を治めた渋川氏も存在したが、こちらは蘆名氏に滅ぼされている。
河内の渋川氏（後の安井氏）は畠山氏の系統であり、義顕の系統の渋川氏とは別流である。江戸時代に渋川春海が江戸幕府天文方に任命され、以後天文方は明治維新まで渋川氏の世襲となった。

## 渋川氏歴代
1. 渋川義顕
2. 渋川義春
3. 渋川貞頼
4. 渋川義季
5. 渋川直頼
6. 渋川義行　（九州探題・備中守護・備後守護）
7. 渋川満頼　（九州探題・肥前守護・備中守護・摂津守護・安芸守護）
8. 渋川義俊　（九州探題・肥前守護）

### 九州探題系
1. 渋川満直　（九州探題・肥前守護）
2. 渋川教直　（九州探題・肥前守護）
3. 渋川万寿丸（九州探題）
4. 渋川尹繁　（九州探題・肥前守護）
5. 渋川義長　（九州探題・肥前守護）
6. 渋川尭顕　（九州探題?）
7. 渋川義基　（九州探題）

### 御調殿系
1. 渋川義陸　（御調殿・備後小童山城主）
2. 渋川義正　（御調殿・備後小童山城主）
3. 渋川義満　（御調殿・備後小童山城主）

### 御一家系
1. 渋川義鏡　（御一家・関東執事）
2. 渋川義尭　（武蔵蕨城主）
3. 渋川義基　（武蔵蕨城主）